# Jovan Vladimir
Jovan Vladimir (Alphabet cyrillique: Јован Владимир), (mort le 22 mai 1016 à Prespa, en Macédoine) était un souverain de la Dioclée entre les années 990 et 1016, durant la guerre prolongée entre Byzance et le premier empire bulgare. Il tenta de protéger la Dioclée du tsar expansionniste Samuel de Bulgarie en faisant une alliance avec Byzance ; Samuel conquit la Dioclée en 997 fit prisonnier Jovan Vladimir. D'après la tradition, Kosara, fille de Samuel, tomba amoureuse du prisonnier, et supplia son père pour sa main. Il accepta, rendant la Dioclée à son nouveau beau-fils, et lui donnant en outre le territoire de Dyrrachium. Vladimir était connu comme un souverain pieux, juste et compatissant. Il régna en paix, évitant la participation au conflit majeur. La guerre culmina avec la défaite de Samuel par les Byzantins en 1014, peu après que le tsar est mort. Jovan Vladimir fut finalement victime d'un complot organisé par Ivan Vladislav, le dernier souverain du premier empire bulgare. Il fut décapité devant une église à Prespa.

## Vie et martyre
Une trentaine d’années avant le règne de Jovan Vladimir, la Dioclée faisait partie du premier état serbe unifié dénommé Serblia (Σερβλια) dans le De Administrando Imperio de Constantin VII. Cet état se désintégra après la mort de son prince, le prince Časlav, vers 960, ce qui précipita la montée en puissance d’autres principautés serbes, notamment celle de Dioclée. Aux environs de 990, Vladimir, encore jeune homme, succéda à son père Petrislav comme prince de Dioclée, qui comprenait approximativement le Monténégro actuel, le Nord-est de l’Herzégovine, et Koplik en Albanie. Elle comprenait deux provinces : la Zenta au Sud et Podgorica au Nord. Sa cour se situait dans une localité aujourd’hui appelée Kraljic, dans la région de la Krajna de la municipalité de Bar, au sud du Monténégro.
Jovan Vladimir apparaît pendant la longue guerre entre Byzance et le tsar Samuil (également orthographié « Samuel ») - l'héritier du premier Empire bulgare. Comme les précédents dirigeants serbes, il subissait la pression de l’expansion bulgare tout en étant courtisé par l’empereur byzantin. Dans sa lutte contre le puissant Samuil, Basile II sollicitait l’appui des autres princes balkaniques, et c’est dans cette intention qu’il prit contact avec Jovan Vladimir. La mission diplomatique serbe dont l’arrivée à Constantinople en 992 fait l’objet d’une mention dans une charte du monastère de la Grande Laure de l’Athos rédigée en 993, était certainement diligentée par Jovan Vladimir. Il avait, lui aussi, intérêt à contrecarrer les plans de Samuil.
Cependant, l’alliance avec Byzance n’aida pas le prince. En 997 Samuil attaqua la Dioclée, et après plusieurs semaines de combats, Vladimir ayant compris qu’il ne pouvait résister à l’immense puissance du tsar, se retira avec son armée et le peuple sur la colline du Kosorog (Obliquus). D’après la Chronique du prêtre de Dioclée, Jovan Vladimir accomplit un miracle : la colline était infestée de serpents venimeux, mais lorsqu’il offrit une prière au Seigneur, leur morsure devint inoffensive. Samuil laissa une partie de son armée assiéger la colline et se lança à la conquête d’autres territoires. Après un temps, Vladimir céda afin de délivrer son peuple de la famine et de l’épée et fut emprisonné à Prespa. 
Alors qu’il languissait en prison, priant jour et nuit, un ange du Seigneur lui apparut et lui prédit qu’il serait libéré sous peu, mais qu’il mourrait en martyr. Son destin en captivité est l'objet d'un des contes les plus romantiques de la littérature serbe primitive – l’histoire de Vladimir et Théodora Kosara (en) (encore orthographié Cossara), la fille de Samuil. Une tradition orale de l'histoire fut transcrite au XIIe siècle dans la Chronique du prêtre de Dioclée, ci-dessous, la description de la rencontre de Vladimir et Kosara :

« Un jour, la fille de Samuel, Cossara, animée et inspirée par l’Esprit-Saint ; approcha son père et lui demanda de descendre avec ses servantes, laver la tête et les pieds des captifs enchaînés, ce que son père lui accorda. Elle descendit alors et effectua son œuvre charitable. Voyant Vladimir parmi les prisonniers, et remarquant sa noble apparence, son humilité, sa douceur et sa modestie, et le fait qu'il était plein de sagesse et de la connaissance du Seigneur, elle s'arrêta pour lui parler ; et son discours lui sembla plus doux que le miel et qu’un gâteau de miel. »

Kosara tomba donc amoureuse du beau captif et supplia son père d’autoriser leur mariage. Samuil, après avoir conquis les territoires, voulut s’attacher les nouveaux sujets de manière plus douce, et non uniquement par l’utilisation de la force. Il autorisa le mariage, rendit la Dioclée à son beau-fils, et lui accorda par ailleurs tout le territoire de Dyrrachium, afin de les administrer comme son vassal. Il permit également à l’oncle paternel de Vladimir, Dragomir, de descendre de la montagne où il avait battu en retraite avec son peuple, devant l’armée de Samuel, et de reprendre le contrôle de son état. Par la suite, la Chronique rapporte que « Vladimir vécut avec sa femme Cossara en toute sainteté et chasteté, adorant et servant Dieu jour et nuit ; il dirigeait le peuple qu’on lui avait confié dans la crainte de Dieu et la justice » . Durant cette période, le slavon d’Église et d’autres influences ecclésiastiques du Patriarcat d’Ohrid se répandirent dans sa principauté. Il a apparemment régné de manière pacifique, évitant d’être impliqué dans un conflit majeur. La guerre aboutit à la défaite désastreuse de Samuil, battu par les Byzantins en 1014. Le tsar mourut peu après d’une crise cardiaque. 

### La Croix de Vladimir
Gavril Radomir succéda au tsar Samuil son père, mais son règne fut de courte durée : son cousin Vladislav l’assassina en l’an 1015 et régna à sa place. Vladislav désirait affermir sa position en exterminant toute la famille de Samuil, raison pour laquelle il préparait l’assassinat de Vladimir. Le nouveau tsar lui envoya donc des messagers afin de requérir sa présence à Prespa, mais, malgré les nombreuses promesses de Vladislav de ne lui faire aucun mal, Vladimir ne voulait pas quitter son territoire. Vladislav finit par lui envoyer une croix en or avec son engagement à ce sujet, à laquelle Vladimir répondit en ces termes : 
« Nous croyons que notre Seigneur Jésus-Christ, qui est mort pour nous, fut crucifié non pas sur une croix d’or ou d’argent, mais de bois ; par conséquent, si ta foi et tes paroles sont pures, envoie-moi une croix de bois dans les mains de religieux, dans la foi et la vertu de notre Seigneur Jésus-Christ, j'aurai confiance en la croix vivifiante et dans ce bois précieux, et alors je viendrai » 
Deux évêques et un ermite vinrent à Vladimir, lui donnèrent une croix de bois et confirmèrent la promesse de Vladislav. Vladimir embrassa la croix, rassembla quelques fidèles et partit pour Prespa. À peine arrivé, il entra dans une église afin de prier. Lorsqu’il sortit de l’église, il fut frappé par les soldats de Vladislav et décapité, le 22 mai de l’an 1016, conservant durant tout ce temps, la croix en main. Son oncle Dragomir lui succéda, régnant ainsi sur la Travonie et la Dioclée. Néanmoins, selon la Chronique, Dragomir fut massacré dans sa tentative de s’imposer comme le nouveau prince de Dioclée. Vladislav fut tué moins de deux ans après l’assassinat de Vladimir, au moyen de lances plantées dans le dos, alors qu’il assiégeait Dyrrachium, en février de l’an 1018. Cependant, la Chronique affirme que Vladimir lui apparut en armes, et le terrassa. En tout état de cause, l’empire bulgare pris fin cette année-là, et fut incorporé à l’empire byzantin. Pour la vingtaine d’années qui suit, la Dioclée n’est plus mentionnée, demeurant sans doute vassale de Byzance. 

### Iconographie

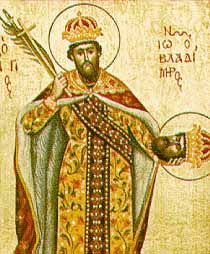
Jovan Vladimir.
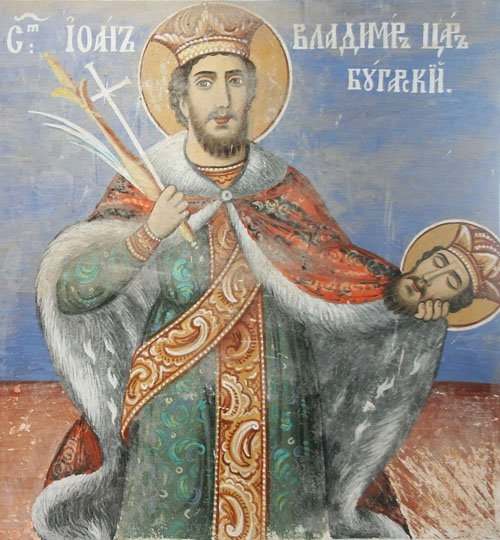
Jovan Vladimir, fresque du monastère de Lozen (Bulgarie).

## Vénération des reliques
Jovan Vladimir fut enterré à Prespa, et peu après, reconnu comme un saint et un martyr, il est fêté le 22 mai. Deux ou trois ans plus tard, sa dépouille fut transférée en Dioclée, et en 1215, ses restes furent à nouveau déplacés, à Dyrrachium où ils demeurèrent jusqu’en 1381, date à laquelle ils furent transportés en l’église de Saint Jovan Vladimir, près d’Elbasan, en Albanie. Depuis 1995 ils sont conservés à la cathédrale orthodoxe de Tirana, en Albanie. 
Les restes du saint sont des reliques qui attirent beaucoup de fidèles, particulièrement lors de sa fête (22 mai pour le calendrier julien, 4 juin pour le calendrier grégorien). 
La croix qu’il portait lorsqu’il fut décapité constitue une autre relique liée au saint. Elle est, depuis des siècles, confiée aux soins de la famille Andrović du village de Velji Mikulići, dans le sud du Monténégro. Elle n’est dévoilée aux croyants qu’une fois l’an, à l’occasion de la Pentecôte. Jovan Vladimir est considéré comme le premier saint serbe et le saint patron de la ville de Bar, au Monténégro. Sur les icônes, il est classiquement représenté comme un monarque portant couronne et habits régaliens, avec une croix dans la main droite, et sa propre tête dans la main gauche.